# Olivier Deschacht
Olivier Deschacht (født 16. februar 1981 i Gent, Belgien) er en belgisk fodboldspiller, der spiller som venstre back. Han har spillet for klubben hele sin seniorkarierre, startende i 2001, og har siden 2007 været holdets anfører.
Med Anderlecht har Deschacht været med til at vinde fire belgiske mesterskaber og én pokaltitel.

## Landshold
Deschacht har (pr. december 2010) spillet 20 kampe for det belgiske landshold, som han debuterede for i 2003.

## Titler
Belgiske Mesterskab
- 2004, 2006, 2007 og 2010 med Anderlecht

Belgiske Pokalturnering
- 2008 med Anderlecht

Belgiske Super Cup
- 2006 og 2007 med Anderlecht